# Actinella armitageana
Actinella armitageana là một loài ốc đất liền hô hấp trên cạn, là động vật thân mềm chân bụng có phổi sống trên cạn thuộc họ Hygromiidae.
Nó là loài đặc hữu của Bồ Đào Nha. Môi trường sống tự nhiên của chúng là vùng đồng cỏ ôn đới.